# اورکابوستایس

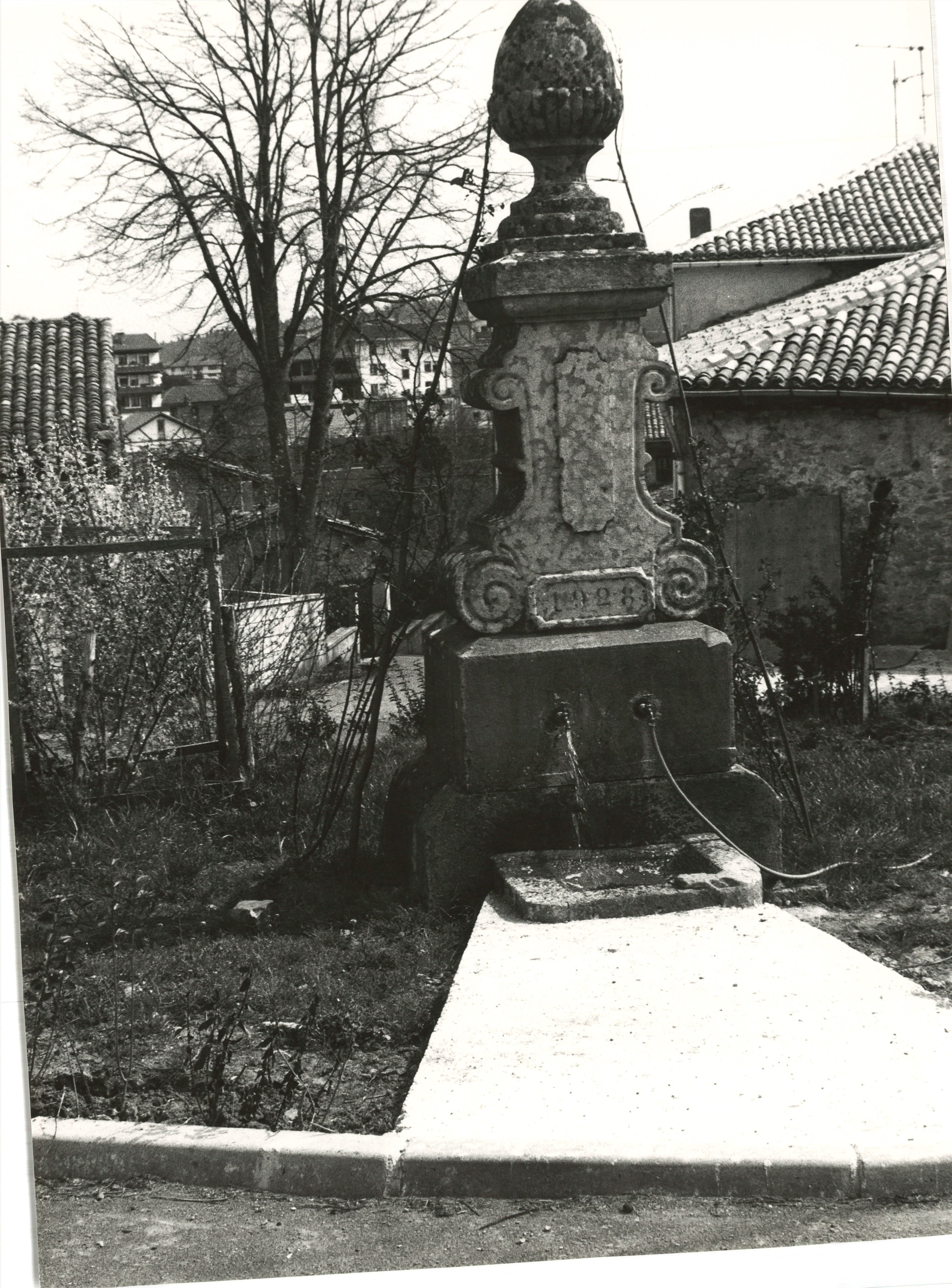
نگاره‌ای کهن از یک آبخوری چشمهٔ آب آشامیدنی در دهستان اورکابوستایس، آلابای اسپانیا - ۱۹۸۸

اورکابوستایس دهستانی در استان آلابای اسپانیا است.
در این دهستان ۱۰۴۸ نفر زندگی می‌کنند. مساحت این دهستان ۶۰٫۲۳ کیلومتر مربع است.

## مراجع
- نام، جمعیت و مساحت از درگاه ملی آمار (اسپانیا) گرفته شده است.